# Лихтенау-им-Мюлькрайс
Лихтенау-им-Мюлькрайс (нем. Lichtenau im Mühlkreis) — коммуна (нем. Gemeinde) в Австрии, в федеральной земле Верхняя Австрия. 
Входит в состав округа Рорбах.  Население составляет 552 человека (на 31 декабря 2005 года). Занимает площадь 10 км². Официальный код  —  41319.

## Политическая ситуация
Бургомистр коммуны — Альбрехт Найдхарт (АНП) по результатам выборов 2003 года.
Совет представителей коммуны (нем. Gemeinderat) состоит из 13 мест.
- АНП занимает 9 мест.
- СДПА занимает 4 места.